# Zabłudów (gmina)
Zabłudów – gmina miejsko-wiejska w województwie podlaskim, w powiecie białostockim.
Siedzibą gminy jest miasto Zabłudów.
Według danych GUS z 31 grudnia 2023 roku, gminę zamieszkiwało 9959 osób.

## Historia

### Imperium Rosyjskie (1861–1915)
Gmina zbiorowa Zabłudów (ros. Заблудовская волость)  z siedzibą w Kowalowcach powstała w wyniku reformy struktur administracyjnych państwa rosyjskiego w 1861 roku. Była częścią powiatu białostockiego należącego (od 1843) do guberni grodzieńskiej. W 1890 roku gmina Krypno obejmowała 92 wsi i zamieszkiwało ją 9156 osób.

### I wojna światowa (1915–1919)
Podczas I wojny światowej (1915–1919) gmina wraz z powiatem białostockim należała do okupowanego przez Niemcy Ober-Ostu (w latach 1915–1916 w okręgu Białystok, a 1916–1918 w okręgu Białystok-Grodno) oraz do Królestwa Litwy (1918). Do gminy Zabłudów przyłączono mały fragment zniesionej gminy Pawły z powiatu bielskiego (Żywkowo).
W sierpniu 1919 przeszła pod administrację polską.

### II Rzeczpospolita (1919–1939)
Po odrodzeniu państwa polskiego gmina należała do powiatu białostockiego w woj. białostockim.
30 września 1919 status miasta odzyskał Zabłudów, zostając wyłączony z gminy Zabłudów.
Według Powszechnego Spisu Ludności z 1921 roku gminę zamieszkiwało 8.176 osób, wśród których 5.400 było wyznania rzymskokatolickiego, 2.704 prawosławnego, 6 ewangelickiego, 65 greckokatolickiego, a 1 mojżeszowego. Jednocześnie 6.827 mieszkańców zadeklarowało polską przynależność narodową 1.316 białoruską, 6 niemiecką, 1 żydowską, 25 rosyjską i 1 rusińską. Było tu 1.458 budynków mieszkalnych.
16 października 1933 gminę Zabłudów podzielono na 45 gromady: Aleksicze, Bobrowa, Dobrzyniówka, Folwarki Małe, Folwarki Tylwickie, Folwarki Wielkie, Gnieciuki, Halickie, Hoźna, Kamionka, Kołpaki, Kowalowce, Koźliki, Krynickie, Kudrycze, Laszki, Łubniki, Małynka, Miniewicze, Nowosady, Ochremowicze, Olszanka, Ostrówki, Pasynki, Płoskie, Potoka, Protasy, Rafałówka, Rudnica, Sieśki, Skrybicze, Solniczki, Solniki, Tatarowce, Tokarowszczyzna, Topolany, Tylwica, Zabłudów-Kolonia, Zacisze, Zagruszany, Zajezierce, Zajma, Zwierki, Żuki i Żywkowo.

### PRL(1944–1954)
Po wojnie gmina należała do powietu białostockiego w woj. białostockim.
W dniu 1 lipca 1952 roku gmina była podzielona na 45 gromad: Aleksicze, Bobrowa, Dobrzyniówka, Folwarki Małe, Folwarki Tylwickie, Folwarki Wielkie, Gnieciuki, Halickie, Hoźna, Kamionka, Kołpaki, Kowalowce, Koźliki, Krynickie, Kudrycze, Laszki, Łubniki, Małynka, Miniewicze, Nowosady, Ochremowicze, Olszanka, Ostrówki, Pasynki, Płoskie, Potoka, Protasy, Rafałówka, Rudnica, Sieśki, Skrybicze, Solniczki, Solniki, Tatarowce, Tokarowszczyzna, Topolany, Tylwica, Zabłudów-Kolonia, Zacisze, Zagruszany, Zajezierce, Zajma, Zwierki, Żuki i Żywkowo.
Gmina Zabłudów została zniesiona 29 września 1954 roku wraz z reformą wprowadzającą gromady w miejsce gmin.

### Po 1973 roku
Jednostkę odtworzono 1 stycznia 1973 roku po reaktywowaniu gmin. Gmina objęła inny obszar niż przed 1954, ponieważ siedem sołectw (Hoźna, Potoka, Tokarowszczyzna, Topolany, Tylwica i Zajma) weszło w skład gminy Michałowo, a 6 sołectw (Bobrowa, Halickie, Rudnica, Skrybicze, Skrybicze i Tatarowce) weszło w skład gminy Zaścianki w powiecie białostockim. Ponadto w skład gminy Zabłudów weszło 5 sołectw należących przed 1954 do gminy Narew w powiecie bielskim (Ciełuszki, Dawidowicze, Kaniuki, Pawły i Ryboły) oraz sołectwo Rzepniki, należące przed 1954 do gminy Zawyki w powiecie białostockim.
W latach 1975–1998 gmina położona była w województwie białostockim.
1 lipca 1976, po zniesieniu gminy Zaścianki, osiem sołectw włączono do gminy Zabłudów: Bobrowa, Dojlidy Górne, Halickie, Kuriany, Rudnica, Skrybicze, Tatarowce i Zagórki. Pięć z nich należało dawniej do gminy Zabłudów, natomiast trzy (Dojlidy Górne, Kuriany i Zagórki) należały przed 1954 do gminy Dojlidy. Do gminy Zabłudów nie powróciło natomiast sołectwo Solniczki, które po wyłączeniu z gminy Zaścianki weszło w skład gminy Juchnowiec Dolny.
1 lutego 1991 gminę Zabłudów połączono z miastem Zabłudów w jedną gminę miejsko-wiejską.
1 stycznia 2006 część gminy Zabłudów włączono do Białegostoku: Dojlidy Górne (531,58 ha) i Zagórki (143,38 ha) oraz część wsi Halickie (158,00 ha).

## Zabytki
- Kościół Świętych Apostołów Piotra i Pawła w Zabłudowie
- Cerkiew Zaśnięcia Najświętszej Maryi Panny w Zabłudowie
- Cerkiew Świętych Kosmy i Damiana w Rybołach
- Cerkiew św. Jerzego w Rybołach
- Cerkiew św. Jana Teologa w Pawłach
- Cerkiew Podwyższenia Krzyża Świętego nieopodal Folwarków Tylwickich
- Cmentarz św. Rocha w Zabłudowie

## Struktura powierzchni
Według danych z roku 2021 gmina Zabłudów ma obszar 339,76 km² i stanowi 11,4% powierzchni powiatu. 
Według danych z 2002 roku użytki rolne stanowią 62% powierzchni gminy, a użytki leśne 31% jej powierzchni. 

## Demografia

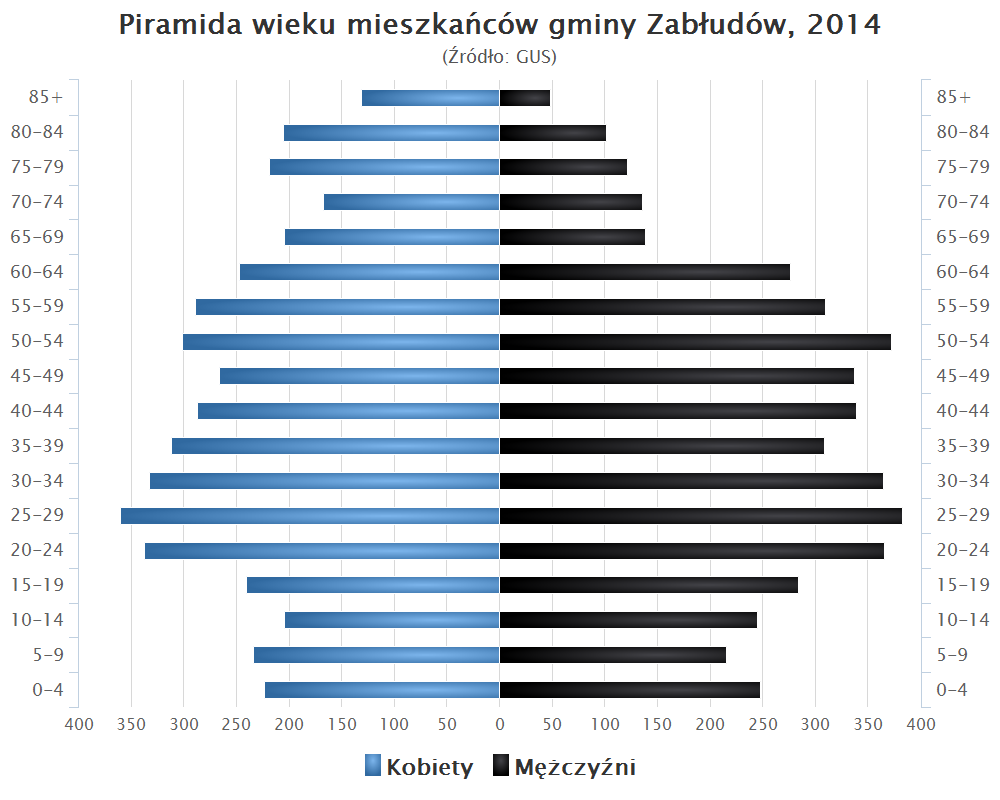
Piramida wieku mieszkańców gminy Zabłudów w 2014 roku

Dane z 31 grudnia 2023
| Opis                              | Ogółem | Ogółem | Kobiety | Kobiety | Mężczyźni | Mężczyźni |
| --------------------------------- | ------ | ------ | ------- | ------- | --------- | --------- |
| jednostka                         | osób   | %      | osób    | %       | osób      | %         |
| populacja                         | 9959   | 100    | 4957    | 49,8    | 5002      | 50,2      |
| gęstość zaludnienia (mieszk./km²) | 29,3   | 29,3   | 14,6    | 14,6    | 14,7      | 14,7      |

## Sołectwa
Aleksicze, Bobrowa, Ciełuszki, Dawidowicze, Dobrzyniówka, Folwarki Małe, Folwarki Tylwickie, Folwarki Wielkie, Gnieciuki, Halickie, Kamionka, Kaniuki, Kołpaki, Kowalowce, Koźliki, Krasne, Krynickie, Kucharówka, Kudrycze, Kuriany, Laszki, Łubniki, Małynka, Miniewicze, Nowosady, Ochremowicze, Olszanka, Ostrówki, Pasynki, Pawły, Płoskie, Protasy, Rafałówka, Ryboły, Rzepniki, Sieśki, Skrybicze, Solniki, Tatarowce, Zacisze, Zagruszany, Zajezierce, Zwierki, Żuki, Żywkowo.

## Pozostałe miejscowości
Bogdaniec, Borowiki, Dojlidy-Kolonia, Józefowo, Kościukówka, Łukiany, Rudnica, Słomianka, Teodorowo, Zabłudów-Kolonia, Zagórki.

## Sąsiednie gminy
Białystok, Bielsk Podlaski, Grabówka, Gródek, Juchnowiec Kościelny, Michałowo, Narew